# Leskea tristis
Leskea tristis là một loài Rêu trong họ Leskeaceae. Loài này được Ces. mô tả khoa học đầu tiên năm 1838.